# Denkmäler der Tonkunst in Österreich
Denkmäler der Tonkunst in Österreich (Abk. DTÖ) ist eine Reihe mit Ausgaben historischer Musik aus Österreich vom Barock bis zur Klassik. Sie wurde 1893 gegründet und zunächst von Guido Adler, später von Erich Schenk herausgegeben. Die TÖ erschien in den Jahren 1894 bis 1919 bei Artaria, 1920 bis 1938 bei der Universal Edition, 1949 bis 1959 beim Österreichischen Bundesverlag, 1960 bis 2016 bei der ADEVA, und wird seit 2018 bei Hollitzer verlegt. Eine parallele Reihe mit Werken deutscher Komponisten sind die Denkmäler deutscher Tonkunst.

## Inhaltsübersicht
| Band    | Jahr | Komponist | Werke | Jahrgang                          |
| ------- | ---- | --- | --- | --------------------------------- |
| 1       | 1894 | Johann Joseph Fux | Messen | Dm. d. Tk. in Oest. I             |
| 2       | 1894 | Georg Muffat | Florilegium Primum für Streichinstrumente                                                                             | Dm. d. Tk. in Oest. Ia.           |
| 3       | 1895 | Johann Joseph Fux | Motetten I | Dm. d. Tk. in Oest. II            |
| 4       | 1895 | Georg Muffat | Florilegium Secundum für Streichinstrumente                                                                           | Dm. d. Tk. in Oest. IIa.          |
| 5       | 1896 | Johann Stadlmayr | Hymnen | Dm. d. Tk. in Oest. III.1         |
| 6       | 1896 | Antonio Cesti | Il Pomo d’oro (Prolog und 1. Akt)                                                                                     | Dm. d. Tk. in Oest. III.2         |
| 7       | 1897 | Gottlieb Muffat | Componimenti Musicali per il Cembalo                                                                                  |                                   |
| 8       | 1897 | Johann Jacob Froberger | Orgel- und Clavierwerke I                                                                                             |                                   |
| 9       | 1897 | Antonio Cesti | Il Pomo d’oro (2.–5. Akt)                                                                                             | Dm. d. Tk. in Oest. IV.2          |
| 10      | 1898 | Heinrich Isaac | Choralis Constantinus I                                                                                               | Dm. d. Tk. in Oest. V.I           |
| 11      | 1898 | Heinrich Ignaz Franz Biber | 8 Violin Sonatas, C 138–145                                                                                           | Dm. d. Tk. in Oest. V.II          |
| 12      | 1899 | Jacob Handl (Gallus) | Opus musicum I |                                   |
| 13      | 1899 | Johann Jakob Froberger | Clavierwerke II |                                   |
| 14/15   | 1900 | Verschiedene Komponisten | Trienter Codices I | Dm. d. Tk. in Oest. VII           |
| 16      | 1901 | Andreas Hammerschmidt | Dialogi oder Gespräche der gläubigen Seele mit Gott I                                                                 | Dm. d. Tk. in Oest. VIII.1        |
| 17      | 1901 | Johann Pachelbel | 94 Kompositionen für Orgel oder Clavier                                                                               |                                   |
| 18      | 1902 | Oswald von Wolkenstein | Geistliche und weltliche Lieder                                                                                       | Dm. d. Tk. in Oest. IX.1          |
| 19      | 1902 | Johann Joseph Fux | Instrumentalwerke I                                                                                                   |                                   |
| 20      | 1903 | Heinrich Ignaz Franz Biber (fälschlicherweise Orazio Benevoli zugeschrieben) | Missa Salisburgensis und Plaudite tympana zur Einweihung des Domes in Salzburg 1628                                   | Dm. d. Tk. in Oest. X.1           |
| 21      | 1903 | Johann Jakob Froberger | Orgel- und Clavierwerke III                                                                                           |                                   |
| 22      | 1904 | Verschiedene Komponisten | Trienter Kodices II                                                                                                   | Dm. d. Tk. in Oest. XI.1          |
| 23      | 1904 | Georg Muffat | Concerti grossi I | Dm. d. Tk. in Oest. XI.2          |
| 24      | 1905 | Jacob Handl (Gallus) | Opus musicum II |                                   |
| 25      | 1905 | Heinrich Ignaz Franz Biber | Violinsonaten II (Rosenkranzsonaten)                                                                                  | Dm. d. Tk. in Oest. XII.2         |
| 26      | 1906 | Antonio Caldara | Kirchenwerke | Dm. d. Tk. in Oest. XIII.1        |
| 27      | 1906 | Alessandro Poglietti, Ferdinand Tobias Richter, Georg Reutter der Ältere | Wiener Klavier und Orgelwerke aus der zweiten Hälfte des 17. Jahrhunderts                                             | Dm. d. Tk. in Oest. XIII.2        |
| 28      | 1907 | Heinrich Isaac | Weltliche Werke | Dm. d. Tk. in Oest. XIV.1         |
| 29      | 1907 | Michael Haydn | Instrumentalwerke I                                                                                                   |                                   |
| 30      | 1908 | Jacob Handl (Gallus) | Opus musicum III |                                   |
| 31      | 1908 | Verschiedene Komponisten | Wiener Instrumentalmusik vor und um 1750 I                                                                            | Dm. d. Tk. in Oest. XV.2          |
| 32      | 1909 | Heinrich Isaac | Choralis Constantinus II                                                                                              |                                   |
| 33      | 1909 | Johann Georg Albrechtsberger | Instrumentalwerke |                                   |
| 34/35   | 1910 | Johann Joseph Fux | Costanza e fortezza                                                                                                   |                                   |
| 36      | 1911 | Ignaz Umlauf | Die Bergknappen | Dm. d. Tk. in Oest. XVIII.1       |
| 37      | 1911 | Verschiedene Komponisten | Dm. d. Tk. in Oest. XVIII.2                                                                                           |                                   |
| 38      | 1912 | Verschiedene Komponisten | Trienter Codices III                                                                                                  | Dm. d. Tk. in Oest. XIX.1         |
| 39      | 1912 | Verschiedene Komponisten | Wiener Instrumentalmusik vor und um 1750 II                                                                           | Dm. d. Tk. in Oest. XIX.2         |
| 40      | 1913 | Jacob Handl (Gallus) | Opus musicum IV |                                   |
| 41      | 1913 | Frauenlob, Reinmar v. Zweter und Alexander | Gesänge |                                   |
| 42-44   | 1914 | Florian Leopold Gassmann | La Contessina |                                   |
| 44a     | 1914 | Christoph Willibald Gluck | Orfeo ed Euridice |                                   |
| 45      | 1915 | Michael Haydn | Drei Messen Missa Sti. Francisci, Missa in Dominica Palmarum, Missa tempore Quadragesima MH 553                       | Dm. d. Tk. in Oest. XXII.1.       |
| 46      | 1916 | Antonio Draghi | Kirchenwerke |                                   |
| 47      | 1916 | Johann Joseph Fux | Concentus musico-instrumentalis                                                                                       | Dm. d. Tk. in Oest. XXIII 2(47)   |
| 48      | 1917 | Jacob Handl (Gallus) | Opus musicum V |                                   |
| 49      | 1918 | Verschiedene Komponisten | Messen von Heinrich Ignaz Franz Biber, Heinrich Schmeltzer, Johann Caspar Kerll                                       | Dm. d. Tk. in Oest. XXV.49        |
| 50      | 1918 | Verschiedene Komponisten | Österreichische Lautenmusik zwischen 1650 und 1720                                                                    | Dm. d. Tk. in Oest. XXV.50        |
| 51/52   | 1919 | Jacob Handl (Gallus) | Opus musicum VI | .                                 |
| 53      | 1920 | Verschiedene Komponisten | Trienter Codices IV                                                                                                   | Dm. d. Tk. in Oest. XXVII.53      |
| 54      | 1920 | Verschiedene Komponisten | Das Wiener Lied von 1778 bis Mozarts Tod                                                                              |                                   |
| 55      | 1921 | Johann Ernst Eberlin | Oratorium Der blutschwitzende Jesus                                                                                   |                                   |
| 56      | 1921 | Johann Heinrich Schmelzer, Johann Josef Hoffer (1666–1729), Alessandro Poglietti | Wiener Tanzmusik in der zweiten Hälfte des 17. Jahrhunderts                                                           | Dm. d. Tk. in Oest. XXVII.56      |
| 57      | 1922 | Claudio Monteverdi | Il ritorno d’Ulisse in patria                                                                                         | Dm. d. Tk. in Oest. XXIX.57       |
| 58      | 1922 | Gottlieb Muffat | 12 Toccaten und 72 Versetl für Orgel und Klavier                                                                      | Dm. d. Tk. in Oest. XXIX.58       |
| 59      | 1923 | Heinrich Biber, Christoph Straus, Johann Caspar Kerll | Drei Requiem für Soli Chor Orchester aus dem 17. Jahrhundert                                                          |                                   |
| 60      | 1923 | Christoph Willibald Gluck | Don Juan |                                   |
| 61      | 1924 | Verschiedene Komponisten | Trienter Codices V | Dm. d. Tk. in Oest. XXXI.61       |
| 62      | 1925 | Michael Haydn | Kirchenwerke |                                   |
| 63      | 1925 | Johann Strauss (Sohn) | Drei Walzer. „Morgenblätter“, „An der schönen blauen Donau“, „Neu-Wien“                                               | Dm. d. Tk. in Oest. XXXII.63      |
| 64      | 1926 | Verschiedene Komponisten | Deutsche Komödienarien 1754–1758 I                                                                                    |                                   |
| 65      | 1926 | Joseph Lanner | Ländler und Walzer |                                   |
| 66      | 1927 | Johann Baptist Schenk | Der Dorfbarbier |                                   |
| 67      | 1928 | Emanuel Aloys Förster | Kammermusik |                                   |
| 68      | 1928 | Johann Strauss (Vater) | Acht Walzer | Dm. d. Tk. in Oest. XXXV/2 (68) 1 |
| 69      | 1929 | Steffano Bernardi | Kirchenwerke |                                   |
| 70      | 1929 | Paul Peuerl – Isaac Posch | Instrumental- und Vokalwerke                                                                                          |                                   |
| 71      | 1930 | Verschiedene Komponisten | Lieder von Neidhart (von Reuenthal)                                                                                   |                                   |
| 72      | 1930 | Verschiedene Komponisten | Das deutsche Gesellschaftslied in Österreich von 1480 bis 1550                                                        |                                   |
| 73      | 1931 | Blasius Amon | Kirchenwerke I |                                   |
| 74      | 1931 | Josef Strauss | Drei Walzer |                                   |
| 75      | 1932 | Antonio Caldara | Kammermusik für Gesang                                                                                                | Dm. d. Tk. in Oest. XXXIX.75      |
| 76      | 1933 | Verschiedene Komponisten | Trienter Codices VI                                                                                                   | Dm. d. Tk. in Oest. XL.76         |
| 77      | 1934 | Verschiedene Komponisten | Italienische Musiker und das Kaiserhaus 1567–1625                                                                     |                                   |
| 78      | 1935 | Jacob Handl (Gallus) | Sechs Messen |                                   |
| 79      | 1935 | Verschiedene Komponisten | Das Wiener Lied von 1792 bis 1815                                                                                     | Dm. d. Tk. in Oest. XLII.79       |
| 80      | 1936 | Verschiedene Komponisten | Salzburger Kirchenkomponisten Carl H. Biber, M. S. Biechteler, J. Ernst Eberlin, A. C. Adlgasser                      |                                   |
| 81      | 1936 | Carl Ditters von Dittersdorf | Instrumentalwerke |                                   |
| 82      | 1937 | Christoph Willibald Gluck | L’innocenza giustificata                                                                                              |                                   |
| 83      | 1938 | Florian Leopold Gassmann | Kirchenwerke |                                   |
| 84      | 1942 | Verschiedene Komponisten | Wiener Lautenmusik im 18. Jahrhundert                                                                                 |                                   |
| 85      | 1947 | Johann Joseph Fux | Werke für Tasteninstrumente                                                                                           |                                   |
| 86      | 1949 | Georg Paul Falk (1713–1778), Johann Ferdinand Elias de Sylva (1716–1798), Franz Sebastian Haindl (1727–1812), Nonnosus Madlseder, Stefan Paluselli | Tiroler Instrumentalmusik im 18. Jahrhundert                                                                          |                                   |
| 87      | 1951 | Nicolaus Zangius | Geistliche und weltliche Gesänge                                                                                      |                                   |
| 88      | 1952 | Georg Reutter der Jüngere | Kirchenwerke. Missa S. Caroli, Requiem in C-Moll, Salve Regina, Ecce quomodo moritur                                  |                                   |
| 89      | 1953 | Georg Muffat | Armonico tributo 1682. Sechs Concerti grossi 1701                                                                     |                                   |
| 90      | 1954 | Verschiedene Komponisten | Niederländische und italienische Musiker der Grazer Hofkapelle Karls II. (1564–1590)                                  |                                   |
| 91      | 1955 | Antonio Caldara | Dafne |                                   |
| 92      | 1956 | Heinrich Ignaz Franz Biber | Harmonia artificiosa-ariosa diversimode accordata                                                                     | OeBV 6711,8                       |
| 93      | 1958 | Johann Heinrich Schmelzer | Sonatae unarum fidium 1664. Violinsonaten handschriftlicher Überlieferung                                             | OeBV 6711,9                       |
| 94/95   | 1959 | Jacobus Gallus | Fünf Messen zu acht und sieben Stimmen quam foro pluribus fidibus concinnatum et concini aptum (1683)                 |                                   |
| 96      | 1960 | Heinrich Ignaz Franz Biber | Mensa Sonora seu musica instrumentalis sonatis aliquot liberius sonantibus ad mensam (1680)                           |                                   |
| 97      | 1960 | Heinrich Ignaz Franz Biber | Fidicinium Sacro Profanum tam choro quam foro pluribus fidibus concinnatum et concini aptum (1683)                    |                                   |
| 98      | 1961 | Jacobus Vaet | Sämtliche Werke I |                                   |
| 99      | 1961 | Arnold von Bruck | Sämtliche lateinische Motetten und andere unedierte Werke                                                             |                                   |
| 100     | 1962 | Jacobus Vaet | Sämtliche Werke II |                                   |
| 101/102 | 1962 | Verschiedene Komponisten | Geistliche Solomotetten des 18. Jahrhunderts                                                                          |                                   |
| 103/104 | 1963 | Jacobus Vaet | Sämtliche Werke III                                                                                                   |                                   |
| 105     | 1963 | Johann Heinrich Schmelzer | Duodena selectarum sonatarum (1659). Werke handschriftlicher Überlieferung                                            |                                   |
| 106/107 | 1963 | Heinrich Ignaz Franz Biber | Sonatae tam Aris quam Aulis Servientes (1676)                                                                         |                                   |
| 108/109 | 1964 | Jacobus Vaet | Sämtliche Werke IV |                                   |
| 110     | 1964 | Tiburtio Massaino (vor 1550 – ca. 1609) | Liber primus cantionum ecclesiasticarum (1592) Drei Instrumentalcanzonen (1608)                                       |                                   |
| 111/112 | 1965 | Johann Heinrich Schmelzer | Sacro-profanus Concentus musicus fidium aliorumque instrumentorum (1662)                                              |                                   |
| 113/114 | 1965 | Jacobus Vaet | Sämtliche Werke V |                                   |
| 115     | 1966 | Verschiedene Komponisten | Suiten für Tasteninstrumente von und um Franz Mathias Techelmann                                                      |                                   |
| 116     | 1967 | Jacobus Vaet | Sämtliche Werke VI |                                   |
| 117     | 1967 | Jacobus Gallus | Drei Messen zu sechs Stimmen                                                                                          |                                   |
| 118     | 1968 | Jacobus Vaet | Sämtliche Werke VII                                                                                                   |                                   |
| 119     | 1969 | Jacobus Gallus | Fünf Messen zu vier bis sechs Stimmen                                                                                 |                                   |
| 120     | 1969 | Verschiedene Komponisten | Trienter Codices VII                                                                                                  |                                   |
| 121     | 1971 | Verschiedene Komponisten | Deutsche Komödienarien 1754–1758 II                                                                                   |                                   |
| 122     | 1971 | Hieronymus Bildstein (ca. 1570 – ca. 1634) | Orpheus christianus (1624) I                                                                                          |                                   |
| 123     | 1971 | Alard du Gaucquier (1534–1582) | Sämtliche Werke |                                   |
| 124     | 1972 | Verschiedene Komponisten | Komponisten der Fürstlich Esterhazyschen Hofkapelle. Luigi Tomasini. Ausgewählte Instrumentalwerke                    |                                   |
| 125     | 1973 | Verschiedene Komponisten | Frühmeister des Stile Nuovo in Österreich. Bartolomeo Mutis conte di Cesena, Francesco degli Atti, Giovanni Valentini |                                   |
| 126     | 1976 | Hieronymus Bildstein (Siehe Band 122) | Orpheus christianus (1624) II                                                                                         |                                   |
| 127     | 1976 | Heinrich Ignaz Franz Biber | Instrumentalwerke handschriftlicher Überlieferung                                                                     |                                   |
| 128     | 1979 | Romanus Weichlein | Encaenia musices (1695) I                                                                                             |                                   |
| 129     | 1979 | Andreas Christophorus Clamer | Mensa harmonica (Rudolf Scholz – Karl Schütz)                                                                         |                                   |
| 130     | 1980 | Romanus Weichlein | Encaenia musices II                                                                                                   |                                   |
| 131     | 1980 | Anton Cajetan Adlgasser | Drei Sinfonien |                                   |
| 132     | 1981 | Johann Bernhard Staudt (1654–1712) | Ferdinandus Quintus Rex Hispaniae Maurorum Domitor                                                                    |                                   |
| 133     | 1981 | Verschiedene Komponisten (Andreas Zweiller (ca. 1545–1582), Francesco Rovigo (1540/41 – 1597), Simone Gatto, Georg Herner, Albinus Fabritius (ca. 1560–1635), Pietro Antonio Bianco (ca. 1540–1611), Adrian Willaert, Jacob Regnart, Bartolomeo Spontoni (Identität zweifelhaft, vermutlich 1530-ca. 1592), Luca Marenzio, Giovanni Croce) | Parodiemagnificat aus dem Umkreis der Grazer Hofkapelle (1564–1619)                                                   |                                   |
| 134     | 1983 | Salomon Sulzer | Schir Zion (1839) I. Sabbathliche Gesänge                                                                             |                                   |
| 135     | 1983 | William Young | Sonate a 3, 4, e 5 |                                   |
| 136     | 1983 | Anton Diabelli | Anton Diabellis Vaterländischer Künstlerverein. Zweite Abteilung (Wien 1824)                                          |                                   |
| 137     | 1984 | Johann Jakob Stupan von Ehrenstein | Armonia Compendiosa (1703). Rosetum musicum (1702)                                                                    |                                   |
| 138/139 | 1985 | Alexander Utendal (ca. 1545–1581) | Bußpsalmen und Orationen (1570)                                                                                       |                                   |
| 140/141 | 1986 | Verschiedene Komponisten | „In questa tomba oscura“. Giuseppe Carpanis Dichtung in 68 Vertonungen (1808–1814)                                    |                                   |
| 142-144 | 1987 | Verschiedene Komponisten | Huldigung der Tonsetzer Wiens an Elisabeth Kaiserin von Österreich (Wien 1854)                                        |                                   |
| 145     | 1988 | Jacobus Vaet | Sämtliche Werke. Supplement                                                                                           |                                   |
| 146     | 1988 | Antonio Salieri | Messe in B-Dur (1809)                                                                                                 |                                   |
| 147/148 | 1990 | Wolfgang Schmeltzl | Guter seltzamer und kunstreicher teutscher Gesang                                                                     |                                   |
| 149     | 1995 | Pieter Maessins (ca. 1505–1562) | Sämtliche Werke |                                   |
| 150     | 1998 | Joseph Lanner | Walzer |                                   |
| 151     | 1997 | Heinrich Ignaz Franz Biber | Instrumentalwerke handschriftlicher Überlieferung                                                                     |                                   |
| 152     | 2000 | Johann Bernhard Staudt (Siehe Band 132) | Mulier Fortis. Drama des Wiener Jesuitenkollegium                                                                     |                                   |
| 153     | 2003 | Heinrich Ignaz Franz Biber | Rosenkranz-Sonaten | (Neuausgabe von Band 25)          |
| 154     | 2007 | Karlmann Pachschmidt (1700–1734) | Missa Sancti Carolomanni und Sinfonia                                                                                 |                                   |
| 155     | 2010 | Franz Xaver Süssmayr (1766–1803) | Missa solemnis in D                                                                                                   |                                   |
| 156     | 2013 | Antonio Bertali (1605–1669) | Dramatische Sakralwerke                                                                                               |                                   |
| 157     | 2014 | Ignaz Holzbauer | Hypermnestra |                                   |
| 158     | 2015 | Gottlieb Muffat | Componimenti Musicali                                                                                                 |                                   |
| 159     | 2016 | | Parnassus musicus ferdinandeus                                                                                        |                                   |
| 160     | 2017 | Johann Stadlmayr (ca. 1575–1648) | Missae Breves (1641)                                                                                                  |                                   |
| 161     | 2019 | Leopold Hofmann (1738–1793) | Sechs Konzerte für Tasteninstrument                                                                                   |                                   |
| 163.1   | 2021 | Ludwig Senfl | Motets for four Voices (A–I) (New Senfl Edition 1)                                                                    |                                   |
| 163.2   | 2021 | Ludwig Senfl | Motets for four Voices (N–V) (New Senfl Edition 2)                                                                    |                                   |
| 163.3   | 2021 | Ludwig Senfl | Motets for five Voices (New Senfl Edition 32)                                                                         |                                   |